# Edward Ullendorff
Edward Ullendorff (ur. 25 stycznia 1920 w Berlinie, zm. 10 marca 2011) – brytyjski historyk i naukowiec. Jego głównymi dziedzinami były języki semickie i etiopistyka.

## Życiorys
Ullendorff kształcił się w Berlinisches Gymnasium zum Grauen Kloster w Berlinie, na Uniwersytecie Hebrajskim w Jerozolimie, i University of Oxford w Oxfordzie.
Posiadał on tytuły na m.in. na University of St. Andrews, University of Manchester czy University of Oxford.
Przed śmiercią w 2011 r. był emerytowanym profesorem w School of Oriental and African Studies (SOAS) w Londynie.

## Prace (nazwy po angielsku)
- Exploration and Study of Abyssinia. A brief survey
- The Semitic Languages of Ethiopia. A Comparative Phonology (1955)
- An Amharic Chrestomathy (1965)
- The challenge of Amharic (1965) An inaugural lecture delivered on 28 October 1964
- The Ethiopians: An Introduction to Country and People (1966)
- Ethiopia and the Bible (1968) Schweich Lectures of The British Academy (1967)
- Some early Amharic letters. Bulletin of the School of Oriental and African Studies 35.2:229-270. (1972)
- Is Biblical Hebrew a Language? (1977)
- Autobiography of Emperor Haile Sellassie of Ethiopia (1978), translator
- The Amharic Letters Emperor Theodore of Ethiopia to Queen Victoria and Her Special Envoy (1979), with David L. Appleyard, Girma-Selassie Asfaw
- The Hebrew Letters of Prester John (1982), with C. F. Beckingham.
- A Tigrinya Chrestomathy (1985)
- The Two Zions : Reminiscences of Jerusalem and Ethiopia (1989)
- From Emperor Haile Selassie to H. J. Polotsky Collected Papers IV: An Ethiopian and Semitic Miscellany
- From the Bible to Enrico Cerulli A Miscellany of Ethiopian and Semitic Papers
- Hebraic- Jewish Elements in Abyssinian (Monophysite) Christianity (1956)